# Cortinas de humo
Cortinas de humo es un libro escrito por el periodista argentino Jorge Lanata y el periodista estadounidense Joe Goldman sobre dos atentados terroristas cometidos en Buenos Aires: contra la embajada de Israel el 17 de marzo de 1992, en el que murieron 22 personas, y contra la AMIA el 18 de julio de 1994, en el que fueron asesinadas 85 personas. El libro fue escrito en el mismo año en que se produjo el segundo atentado. Es el primero y uno de los pocos libros (siete hasta 2015) escritos sobre esos dos atentados terroristas cometidos contra objetivos judíos en Argentina.
El libro se subtitula Una investigación independiente sobre los atentados contra la embajada de Israel y la AMIA. La contratapa del libro define a las conclusiones como "escalofriantes" y sostiene que "en ambos atentados intereses de política internacional forzaron la búsqueda de los culpables: se eligió primero dónde llegar y se construyó luego la manera de hacerlo. Hasta ahora el resultado fue una cacería de fantasmas plagada de pistas falsas, mitos sobre conductores suicidas y versiones fantásticas que en muchos casos fueron generadas por los mismos protagonistas de la supuesta investigación: los servicios de inteligencia, un mediocre y oscuro grupo que se ha vuelto un Estado dentro del Estado".
El libro se detiene también especialmente y le dedica un capítulo a la llamada "pista siria", que fue inmediatamente encubierta por la investigación y el gobierno, y luego abandonada.

## Equipo
Lanata y Goldman contaron con un equipo de investigadores integrado por Romina Manguel, Miguel Weiskind,  Antonio Turban, Leila Guerriero y Jorge Repiso, así como un grupo de colaboradores integrado por Ana Gershenson, Lucía Maudet, Noga Tarnopolsky, Pedro Brieger y Cristián Le Monnier.

## Contenido
El libro está dividido en cinco capítulos y un anexo documental:
- Capítulo 1. Embajada
- Capítulo 2. Internacional
- Capítulo 3. AMIA-DAIA
- Capítulo 4. Siria
- Capítulo 5. Hipótesis y conclusiones
- Anexo documental